# Carl Wiggert

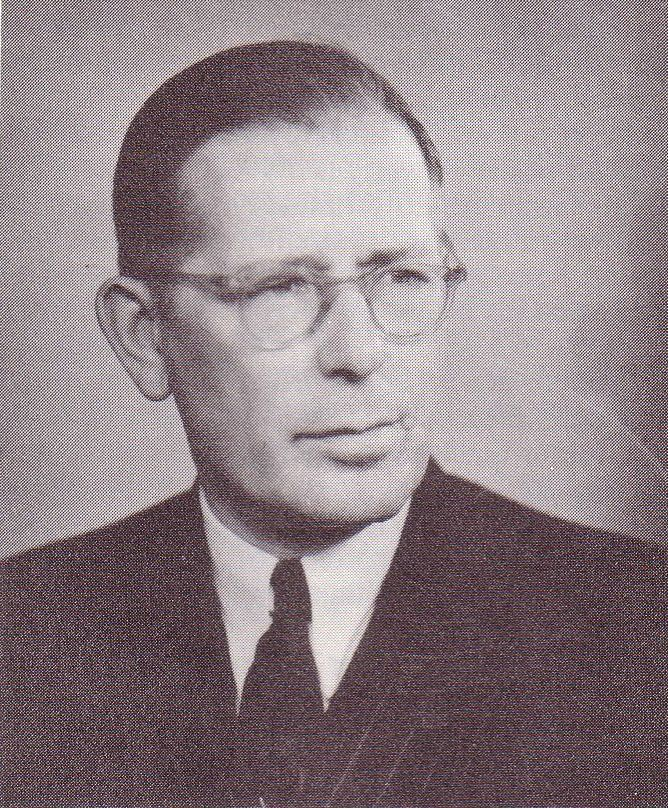
Carl Wiggert (1950)

Carl Wiggert (* 17. April 1903 in Nimptsch, Niederschlesien; † 13. Juni 1983 in Travemünde) war ein deutscher Verwaltungsjurist und Verbandsfunktionär im privaten Bankgewerbe.

## Leben
Wiggert besuchte das humanistische Gymnasium in Hirschberg, wo sein Vater Dr. Karl Wiggert später Amtsgerichtsrat wurde. Er studierte ab dem Wintersemester 1923/24 an der Friedrichs-Universität Halle Agrarwissenschaft und wurde sogleich im Corps Palaiomarchia aktiv. Dem Corps gehörte auch sein Vater an. Nachdem er 1926 Diplomlandwirt geworden war, studierte er noch Rechtswissenschaft an der Albert-Ludwigs-Universität Freiburg, der Ludwig-Maximilians-Universität München und der Schlesischen Friedrich-Wilhelms-Universität. 1929 bestand er das erste Staatsexamen. Mit einer rechts- und staatswissenschaftlichen Dissertation über die Lateranverträge  wurde er 1932 zum Dr. iur. promoviert. Referendar war er beim Amts- und Landgericht Hirschberg und am Oberlandesgericht Breslau. 
Nach dem zweiten juristischen Examen im Februar 1933 arbeitete er in Breslau einige Monate in einer Anwaltsfirma und bei der Bank für Industrieobligationen. Er trat als Regierungsassessor in die innere Verwaltung des Freistaats Preußen ein und kam zunächst an das Landratsamt des Kreises Steinburg und dann zur Regierung in Stettin. 1937 wurde er zum Regierungsrat ernannt und als Domänendezernent zur Regierung in Köslin versetzt. Nach kurzer Zeit wechselte er zum Reichskommissar für die Preisbildung nach Berlin, wo er das Hauptreferat Ernährung und Landwirtschaft im Vierjahresplan leitete. Seit dem 1. Mai 1937 war er Mitglied der Nationalsozialistischen Deutschen Arbeiterpartei. Am 1. März 1939 wurde er zum  (letzten) Landrat des Landkreises Schlawe in Pommern ernannt. 1942 zum Heer (Wehrmacht) eingezogen, geriet er 1945 als Leutnant in sowjetische Kriegsgefangenschaft. 
1946 entlassen und genesen, betätigte er sich zunächst als Forstarbeiter im Hamburger Raum, bis er im Sommer 1947 die Geschäftsführung der neu gegründeten Deutschen Schutzvereinigung für Wertpapierbesitz in Hamburg übernehmen konnte. 1948/49 war er für sie in Nordrhein-Westfalen, 1950–1952 in Bad Homburg vor der Höhe tätig. Der Altherrenverein des Corps Masovia verlieh ihm in Kiel schon 1951 das Band. Am 1. März 1953 kam er als Hauptgeschäftsführer des Bundesverbandes des privaten Bankgewerbes endgültig nach Hamburg. Daneben arbeitete er in Vorständen und Ausschüssen der Norddeutschen Kassenverein AG, des Landesarbeitsamtes und des Landesausgleichsamtes. Als Mitglied der CDU Hamburg war er bis 1961 Abgeordneter der Hamburger Bürgerschaft.
Mit einer Pommerin verheiratet, engagierte sich Wiggert in der Pommerschen Landsmannschaft. An ihrem Sitz, in Travemünde, starb er nach einer dreijährigen schweren Erkrankung kurz nach seinem 80. Geburtstag.

## Werke
- mit Helmuth Henze: Das Wertpapierbereinigungsgesetz – Ein Leitfaden für die Praxis. Arbeitsgemeinschaft der Schutzvereinigungen für Wertpapierbesitz e.V. (Hrsg.), Meinke, Düsseldorf 1949